# リンダ・アンダーソン
リンダ・アンダーソン（Linda Andersson、1998年1月12日 - ）は、スウェーデンの女子バレーボール選手。ポジションはミドルブロッカー。スウェーデン代表。

## 来歴
- クラブチーム

エレブルー出身。2014年、RIG Falköpingに入団。3年間プレーした。2017年、Örebro VBSへ移籍。2018/19シーズンのスウェーデン国内リーグで準優勝し、自身はベストミドルブロッカー賞を受賞した。2019/20シーズンのスウェーデンカップで優勝に貢献した。2020年5月、フィンランドのPölkky Kuusamoへ移籍し、2021/22シーズンのフィンランドリーグ、フィンランドカップでは2冠を達成した。2022年5月、ドイツのVC Neuwied 77への移籍が発表され、1シーズンプレーした。2023年、ハンガリーのMÁV Előre Foxconnと契約し、2年間プレーした。2024/25シーズンには同チームの主将を務めた。2025年7月、フランスのSaint-Dié-des-Vosges Volley-Ballへの移籍が発表された。
- 代表チーム

2017年、シニア代表に初選出される。2021年の欧州選手権に出場し8位となった。2023年、チャレンジャーカップに出場した。同年の欧州選手権に出場した。2024年、ヨーロッパゴールデンリーグに出場し金メダルを獲得した。2025年、韓国招待試合に出場。同年の世界選手権に出場予定である。

## 球歴
- 世界選手権 - 2025年
- 欧州選手権 - 2021年、2023年
- チャレンジャーカップ - 2023年、2024年

## 受賞歴
- 2019年　2018/19スウェーデンリーグ　ベストミドルブロッカー賞
- 2020年　2019/20スウェーデンリーグ　ベストミドルブロッカー賞

## 所属クラブ
- RIG Falköping（2014-2017年）
- Örebro VBS（2017-2020年）
- Pölkky Kuusamo（2020-2022年）
- VC Neuwied 77（2022-2023年）
- MÁV Előre Foxconn（2023-2025年）
- Saint-Dié-des-Vosges Volley-Ball（2025-）